# Gieorgij Szpagin

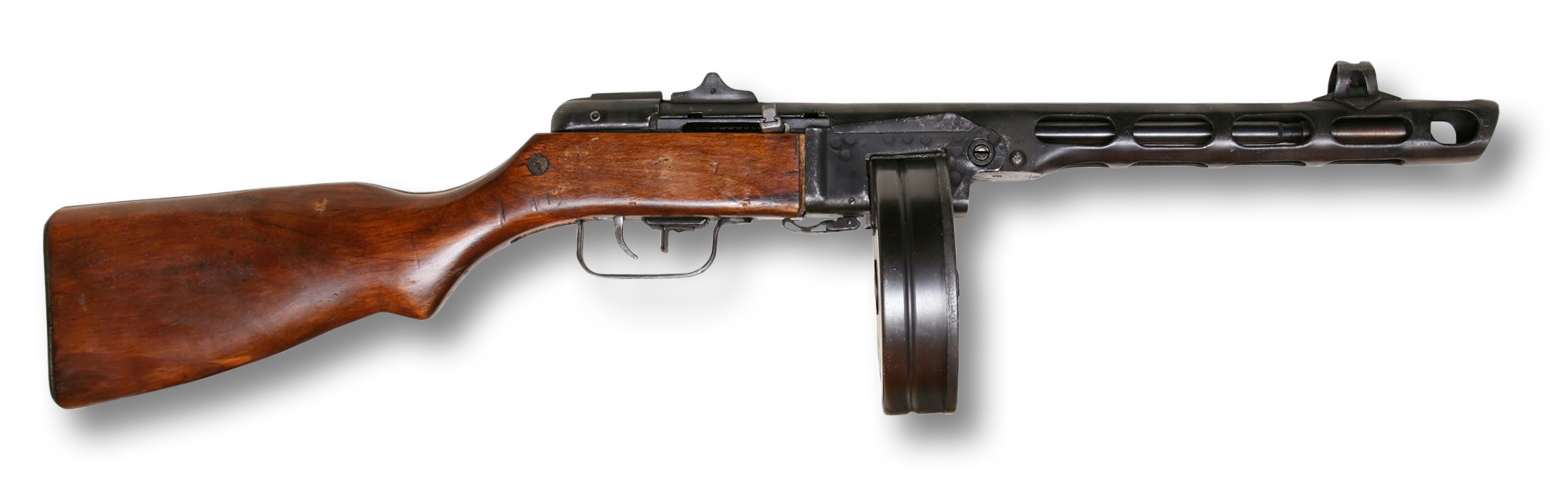
Pistolet maszynowy Szpagina

Gieorgij Siemionowicz Szpagin (ros. Георгий Семёнович Шпагин, ur. 17 kwietnia?/29 kwietnia 1897 w miejscowości Klusznikowo w powiecie kowrowskim w guberni włodzimierskiej (obecnie w rejonie kowrowskim w obwodzie włodzimierskim), zm. 6 lutego 1952 w Moskwie) – Rosjanin, radziecki konstruktor broni strzeleckiej. 

## Życiorys
Urodził się w rodzinie chłopskiej. Po ukończeniu 3 klas szkoły podstawowej pracował w gospodarstwie rodziców, a następnie jako kierowca. Podczas I wojny światowej w 1916 został powołany do wojska i przydzielony do warsztatu rusznikarskiego, gdzie zapoznał się z konstrukcją broni i uzyskał specjalność rusznikarza. 
W 1920 podjął pracę jako ślusarz w Kowrowskich Zakładach Zbrojeniowych na wydziale konstrukcji karabinów maszynowych, którego kierownikiem był konstruktor broni Wasilij Diegtariow. Wykazując talent, Szpagin w 1922 został asystentem, a następnie współpracownikiem Diegtariowa. Pierwszą jego samodzielną konstrukcją było jarzmo kuliste do mocowania podwójnego czołgowego karabinu maszynowego kaliber 6,5 mm Fiodorowa, na podstawie którego opracował następnie kuliste jarzmo dla standardowego czołgowego km-u DT 7,62 mm.
Szpagin następnie opracował ulepszony układ zasilania w amunicję dla wielkokalibrowego karabinu maszynowego (wkm) DK Diegtariowa kal. 12,7 mm, który wcześniej produkowany był w małych seriach z powodu niskiej szybkostrzelności wynikającej z małych magazynków 30-nabojowych. Szpagin wyposażył wkm DK w bębnowy donośnik umożliwiający zasilanie taśmowe. Zmodernizowany wkm został przyjęty do uzbrojenia Armii Czerwonej w 1939 i skierowany do masowej produkcji pod oznaczeniem DSzK (Diegtariowa-Szpagina Krupnokalibiernyj – Wielkokalibrowy Diegtariowa i Szpagina), stając się drugim co do popularności na świecie systemem wkm-u. 
W 1941 Szpagin skonstruował swój najsłynniejszy wzór broni – pistolet maszynowy PPSz, popularną „pepeszę”, wyprodukowany w liczbie 5,5 miliona sztuk podczas II wojny światowej, stanowiący w Armii Czerwonej podstawową broń tej klasy. Za PPSz-41 Szpagin został odznaczony Orderem Lenina i Nagrodą Stalinowską. Po wojnie Szpagin próbował dalej rozwijać konstrukcję pistoletu maszynowego PPSz-41, tworząc m.in. pistolet maszynowy PPSz-45, ale broń tej klasy nie była już tak potrzebna i nie odniósł dalszych sukcesów. 
Oprócz broni strzeleckiej Szpagin skonstruował w 1943 roku rakietnicę oświetlającą OPSz-1 i udany pistolet sygnałowy SPSz, za który został odznaczony drugim Orderem Lenina. Był także odznaczony Medalem Sierp i Młot Bohatera Pracy Socjalistycznej (16 września 1945), Orderem Suworowa II klasy (18 listopada 1944), Orderem Czerwonej Gwiazdy (21 lutego 1933) i medalami. Został pochowany na Cmentarzu Nowodziewiczym.